# Kaltenwestheim
Kaltenwestheim (Rhöner Platt: Wääsde) ist ein Ortsteil der Stadt Kaltennordheim im Landkreis Schmalkalden-Meiningen in Thüringen.

## Geografie
Kaltenwestheim liegt im Südwesten Thüringens, unmittelbar an der Landesgrenze zu Hessen.

## Geschichte
Erstmals wurde der im Jahr 795 als Westheim erwähnt. Der Ort gehörte über Jahrhunderte zum Amt Kaltennordheim, welches sich zeitweise im Besitz der Herren von Neidhartshausen, der Grafschaft Henneberg-Schleusingen (1274–1583), verschiedener Ernestinischer Herzogtümer befand und zuletzt ab 1815 zum Großherzogtum Sachsen-Weimar-Eisenach (Eisenacher Oberland) gehörte. Ab 1920 lag die Gemeinde im Landkreis Eisenach im Freistaat Thüringen, ab 1952 gehörte sie zum Kreis Meiningen im DDR-Bezirk Suhl. 1974 wurde Mittelsdorf nach Kaltenwestheim eingegliedert. 1992 wurde die Gemeinde in die Verwaltungsgemeinschaft Hohe Rhön eingegliedert. Im Zuge der Gebietsreform in Thüringen wurden Kaltenwestheim und Mittelsdorf zum 1. Januar 2019 in die Stadt Kaltennordheim eingegliedert. Kaltenwestheim und Mittelsdorf wurden dabei zwei eigenständige Ortsteile Kaltennordheims.
Kaltenwestheim war 1652–1696 von Hexenverfolgungen betroffen: Zwölf Frauen gerieten in Hexenprozesse, sechs wurden verbrannt, eine starb unter der Folter, zwei gelang die Flucht. Letztes Opfer war Elsa Strauß.
Der Kirchhof und der Ort selbst waren schon im Mittelalter befestigt. Die 1600 bis 1606 erbaute Kirche fiel 1796 einem Großbrand zum Opfer. 1799 wurde die bis heute vorhandene Kirche St. Laurentius auf den Grundmauern ihrer Vorgängerin errichtet. In dieser sind der Torturm und Teile der Ringmauer der einstigen Kirchenburg erhalten.

## Politik
Der Ortsteilbürgermeister Jan Engel wurde bei den Kommunalwahlen in Thüringen 2024 bei der Stichwahl am 9. Juni 2024 mit 80,2 % der abgegebenen gültigen Stimmen gewählt.

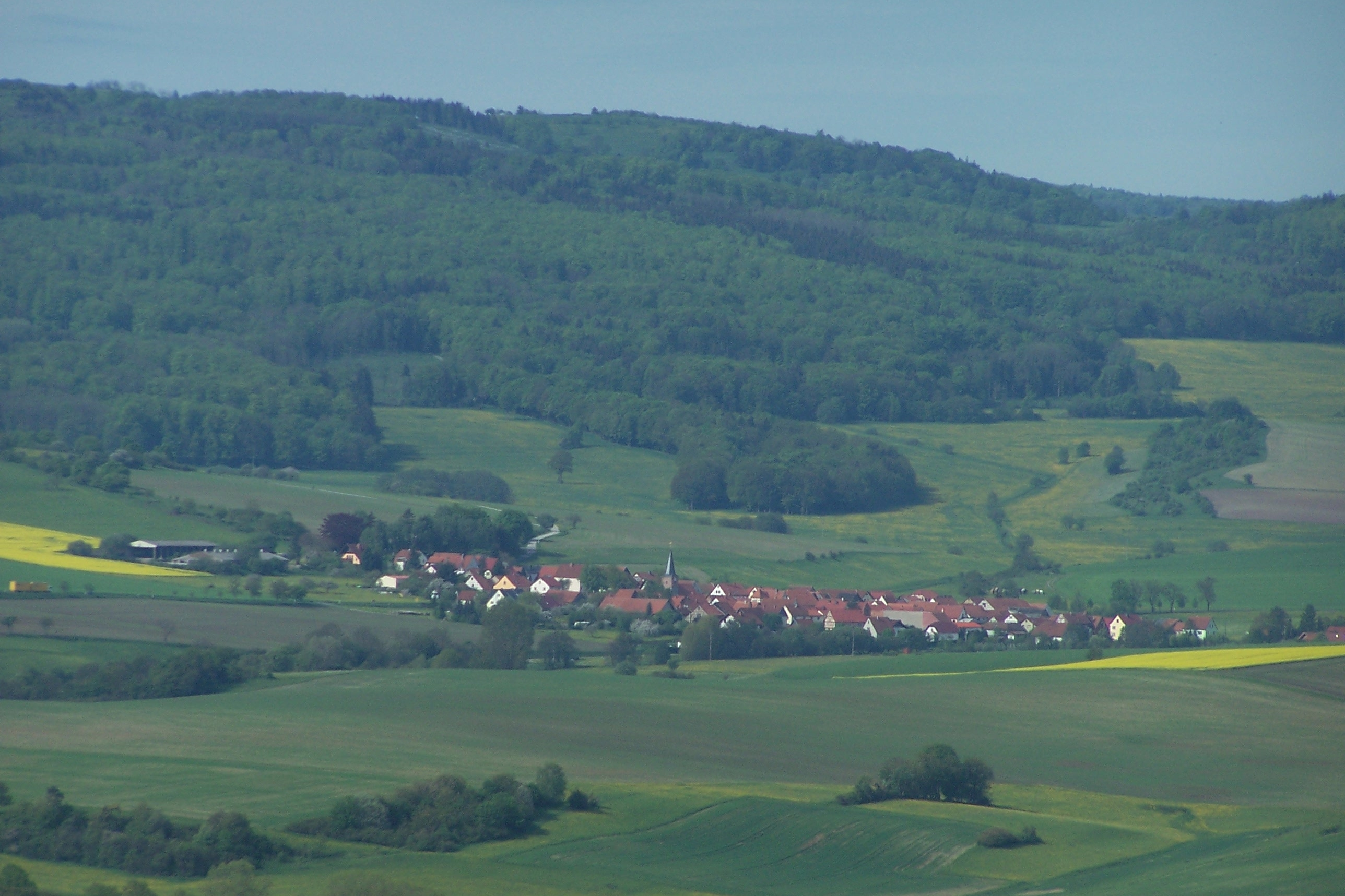
Gesamtansicht von Nordosten

## Wirtschaft und Infrastruktur

### Infrastruktur
Durch den Ort führt die L1124, die Kaltenwestheim mit Tann/Rhön (ca. 9 km westlich) und der B 278 (Bischofsheim a. d. Rhön – Buttlar) und mit Kaltensundheim (ca. 3 km östlich) und der B 285 (Bad Salzungen – Mellrichstadt) verbindet.